# Chinuch Atzmai
Chinuch Atzmai o Khinukh Atsmai, il Sistema Educativo Indipendente  (in ebraico  החינוך העצמאי‎? di Israele - in (EN)  Independent Education System e che viene spesso traslitterato dall'ebraico con "istruzione indipendente") è un sistema scolastico alternativo gestito dall'Ebraismo Haredi e che risponde alle esigenze di formazione della comunità ortodossa di Israele. L'organizzazione fu fondata nel 1953 con decisione del Moetzes Gedolei HaTorah ("Consiglio dei Saggi della Torah" di Agudath Israel in Israele) e costituita in base alla Legge Statale dell'Istruzione. Venne inizialmente diretta da Rabbi Zalman Sorotzkin ed è gestita da un centro onnicomprensivo che dirige numerose scuole in tutta la nazione.
La diversità della società israeliana è integrata nel quadro del sistema educativo israeliano. Diversi settori della popolazione frequentano scuole diverse. Sebbene i genitori siano soddisfatti dal fatto che la scuola dei propri figli più o meno riflette la rispettiva visione basilare del mondo, questa separazione risulta in pochissimi contatti tra i vari segmenti della società israeliana. Le scuole sono divise in cinque gruppi: scuole statali (mamlachti), frequentate dalla maggior parte degli alunni; le scuole religiose statali (mamlachti dati), che enfatizzano gli studi ebraici, la tradizione e l'osservanza religiosa; le scuole religiose indipendenti (Chinuch Atzmai), che si concentrano quasi esclusivamente su Talmud Torah e offrono molto poco in termini di materie secolari; le scuole private che rispecchiano la filosofia di specifici gruppi di genitori (scuole democratiche) o si basano su un curriculum di studi di un dato paese straniero (ad esempio l'"American School"). Infine, le scuole arabe, con istruzione in arabo e un piano di studi di storia, religione e cultura arabe.
Esistono approssimativamente 80.000 studenti correntemente iscritti (2011-12) alle scuole Chinuch Atzmai, che includono le scuole femminili Bais Yaakov, le scuole Talmud Torah, Heder e Yeshiva Ketana maschili. Nei rispettivi programmi didattici c'è una forte enfasi sugli studi ebraici.
Le scuole sono parzialmente finanziate dallo Stato, tuttavia il Ministero della Pubblica Istruzione non è responsabile dell'assunzione e/o licenziamento degli insegnanti, o dell'iscrizione degli alunni. Alle scuole del sistema Chinuch Atzmai viene assegnato il 55% del bilancio che ricevono le scuole statali regolari e sono tenute ad insegnare il 55% del piano di studi del Ministero. Il finanziamento delle scuole Chinuch Atzmai è tradizionalmente integrato da donazioni al di fuori di Israele, in particolare dagli Stati Uniti. Rabbi Aharon Kotler, uno dei fondatori del movimento indipendente, fu uno dei fautori principali della raccolta internazionale di fondi per l'organizzazione. A causa di forti tagli di finanziamenti statali negli ultimi anni, il movimento ha dovuto raddoppiare gli sforzi al fine di mantenere in vita le scuole.